# Jätturn
Jätturn (på äldre kartor även stavat Getturn) är en sjö i Smedjebackens kommun i Dalarna och ingår i Dalälvens huvudavrinningsområde. Vid provfiske har gädda fångats i sjön.

## Bilder

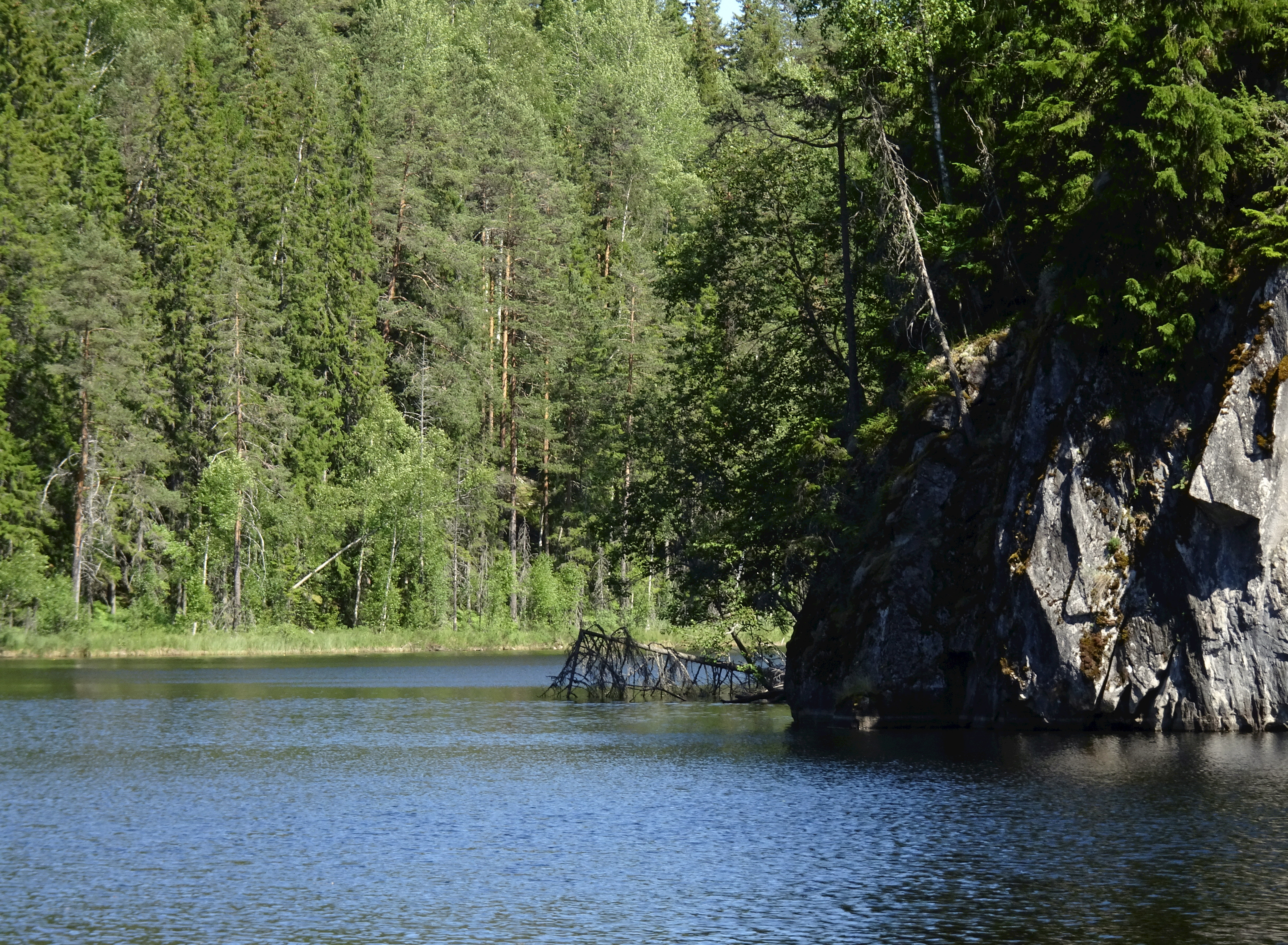
Vy mot öster
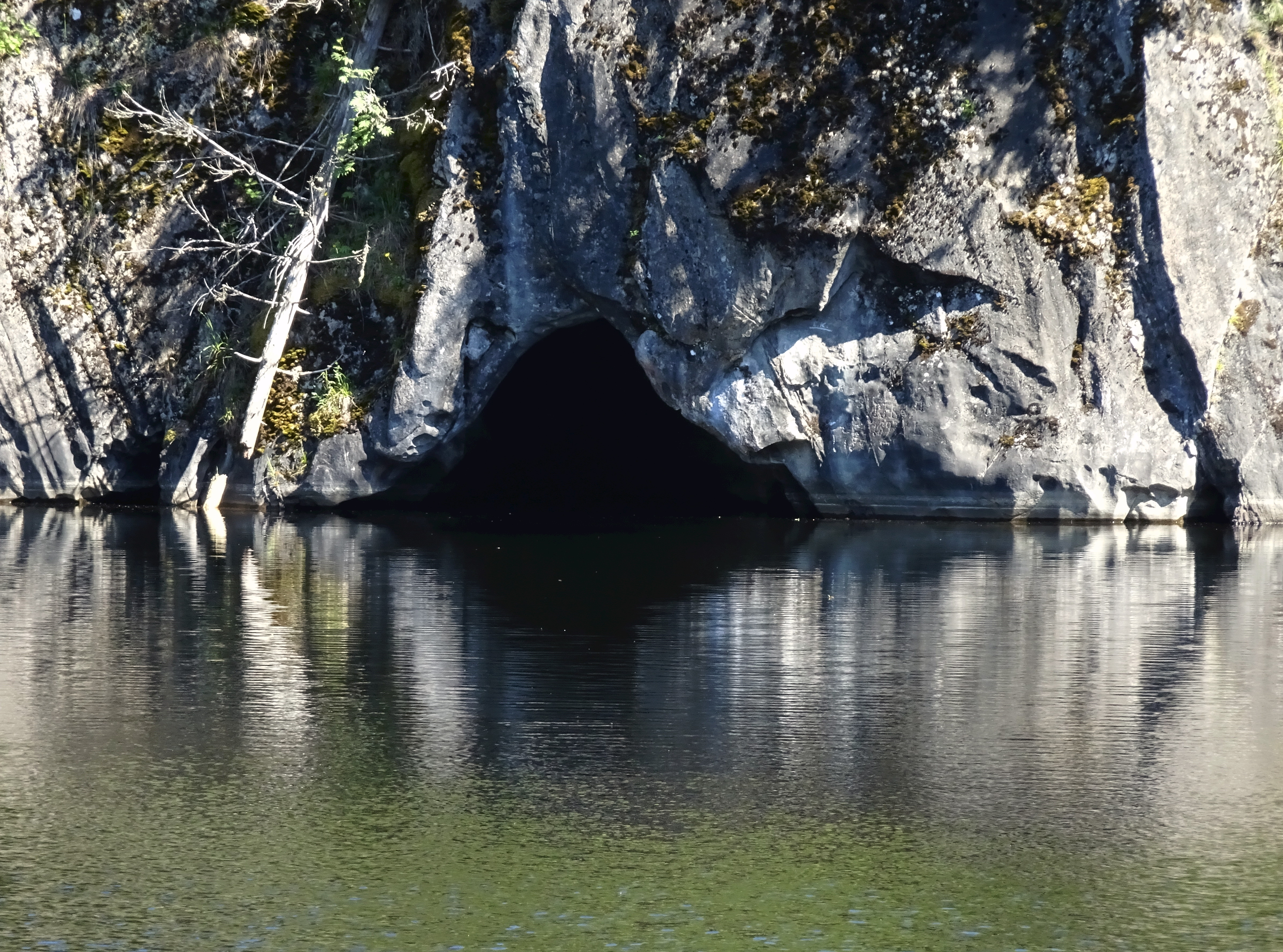
Jätturngrottan
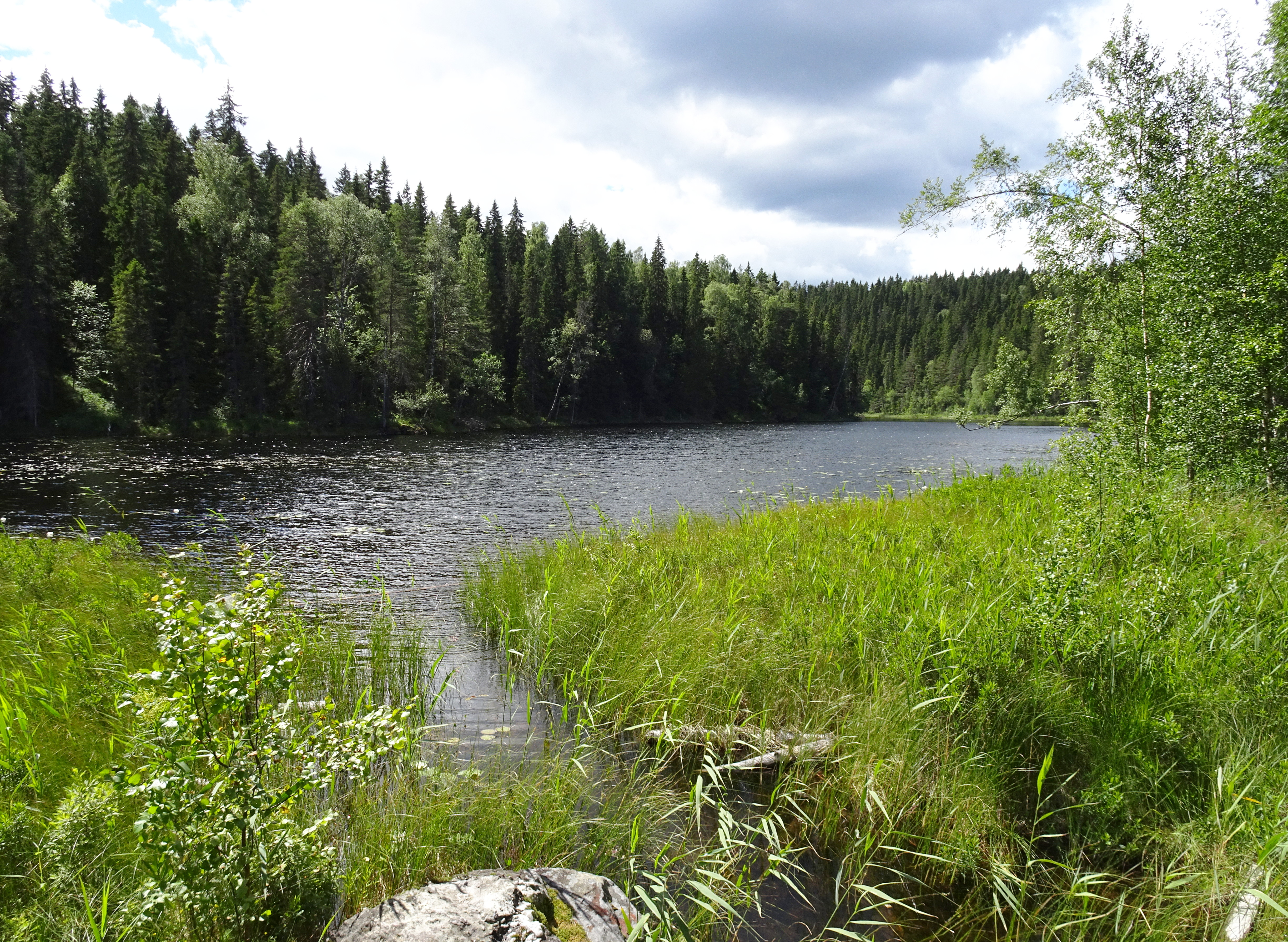
Vy mot väster
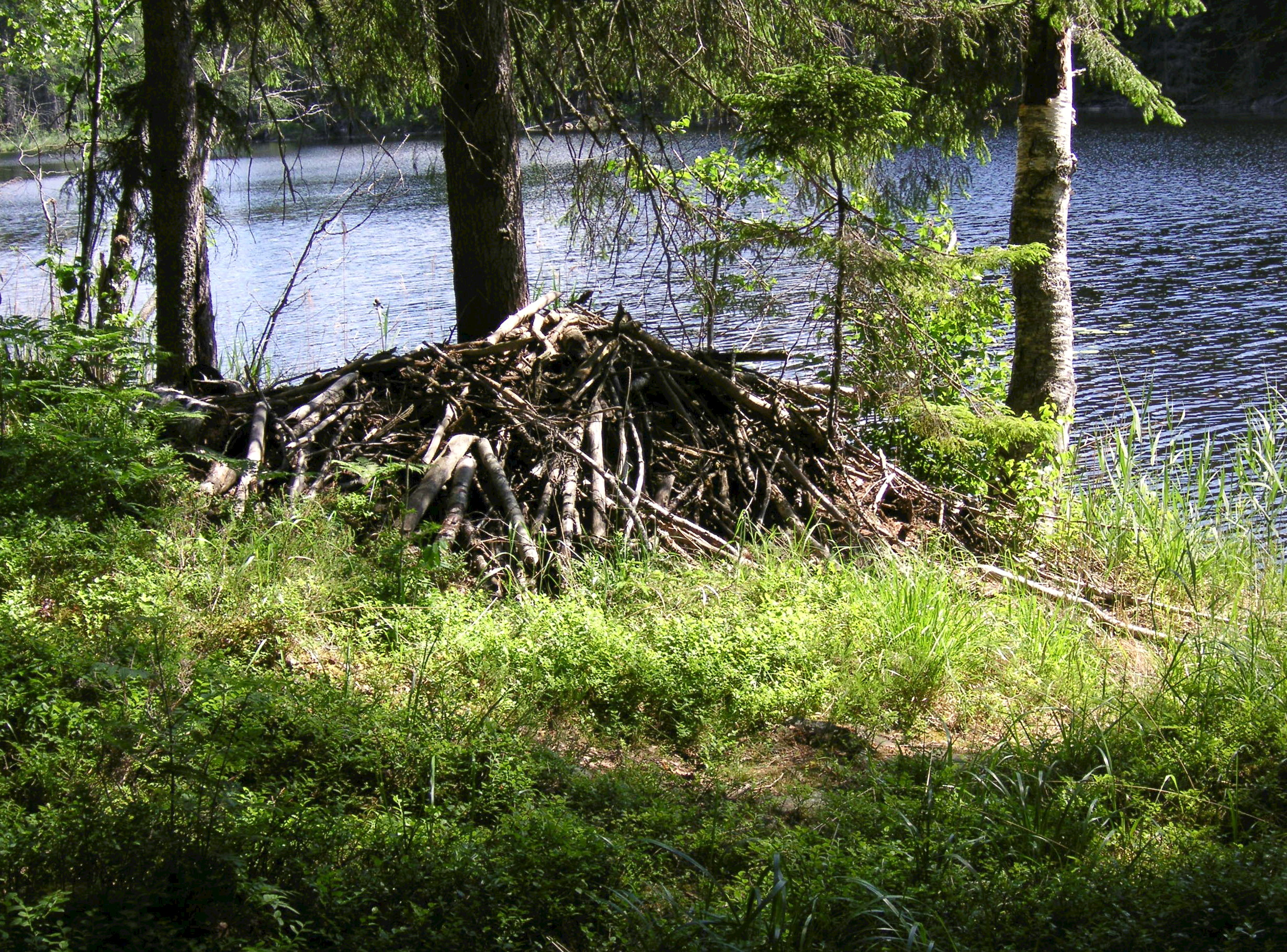
Bäverhydda vid sjön